# 서예
서예(書藝(영어: penmanship 또는 calligraphy), 붓글씨)는 붓으로 글씨를 쓰는 예술을 말한다.
서예(붓글씨)란 장르는, 중국에서부터 발생한 예술형식의 하나로써, 한국 및 일본 등에 전래되어 한자뿐만 아니라 해당 나라의 글씨체(한글, 가나)를 예술적으로 종이 위에 표현하는 기술적 측면을 넘어서, 정신수양의 수단으로(예컨대 문인화 같은 장르) 인정받고 있다. 이런 측면에서 서도(書道)라고도 한다.

## 개요
표의문자인 한자를 문자와 글씨로 일단 구별한다면 문자는 언어의 부호로서 그 목적이 어느 사건을 기록하는 것이고, 서(書)는 그 문자의 표현에 있어서 미의식의 활동을 보기 위한 글씨로서 아름다운 면에 속하는 것이다. 그러나 서는 어디까지나 문자를 떠나 또는 붓을 떠나서 존재할 수는 없을 것이다. 그 글씨를 쓰는 용구로서 붓의 성격은 변화하여도 아름답게 쓰지 않으면 안 된다. 그러나 펜으로 쓴 글씨, 또는 등사·인쇄로 된 문자는 서예가 아니다. 그 아무리 어디까지나 사람의 손에 의해서 쓰여진 것이 아니면 안 된다.

### 서예의 미의식
서예가가 쓴 글씨가 타인에게는 읽지 못하는 제멋대로의 자의적인 자태일지 모르나 그 서예가에게는 읽는 문자로서 미의식 표현의 서사인 것이다. 서의 조형적 요소로서 형태와 선질(線質) 따위는 별개의 것이 아니고 표현에 있어서 깊은 관련이 있다. 그 형태는 서체(書體) 또는 서풍(書風)에 의한 정도로서 제약을 받는 것이고, 서의 선질은 서예가의 주관을 어느 정도 자유로이 표현할 수 있다. 그런 뜻에서 서예는 선의 예술이다. 그래서 서의 선은 회화의 선과 같이 어느 물체의 형상을 표현하는 윤곽선이 아니고 비구상적인 선이다. 물론 사출(寫出)된 선에 의해서 문자의 자형(字形)이 표시되나 그것이 서선(書線)의 본질은 아니다. 서선은 부호로서 읽는 형(形)의 선이 아니고 내용 있는 선, 미의 선, 인간의 생명이 통하는 선이다. 이는 구상성을 떠난 선으로 붓의 압력과 속도로서 사출된 서예가를 상징하는 선이다. 즉 물체의 형태 또는 대상의 연관성을 그리는 선이 아니고, 인간성과 연관성이 깊은 선이다. 옛날부터 현재까지 서를 심화(心畵, 마음을 나타내는 그림)라고 한 것은 이 특질 있는 선질 표현의 기초가 되어 있기 때문이다. 그리하여 서의 형태미 이상으로 서의 본질을 형성하고 있다.

### 서예의 근본정신
서예의 심오한 뜻은 기법의 연습만으로 되는 것이 아니고 기법과 병행해서 정신수련을 중요시한다. 중국에서 서는 육예(六藝), 즉 예(禮)·악(樂)·사(射)·어(御)·서(書)·수(數) 중의 일부분으로 인간의 선행 수련이다. 고상한 사군자 수업의 도(道)로서 많은 위인들이 생애를 바쳐서 서로 이어서 발전시켜 왔다. 서예는 실용적인 요구와 서예적 만족에만 그치는 것이 아니라 참다운 인간의 영원성을 추구하는 도(道)로서 철학적으로 종교적으로 열렬히 요구되어 있다. 그래서 서예의 근본정신이 동양 일반의 예도(藝道)에 통하는 자연관을 기조로 한 것이다. 서의 표현 내용은 그 서의 소재·어구(語句) 시문(詩文)·문학적인 요소를 의미하고 있으나 독립된 시각성 예술로 향상되는 한, 서의 내용은 소재로서 문자보다 그 작품에 포함된 서미(書美)의 문제점이 생긴다. 즉 하나의 완성된 작품에는 전체를 구성하는 문자의 대소(크고 작음)·포치(布置, 넓게 늘어놓음), 먹의 윤갈(潤渴, 윤택하고 마름), 낙관(落款)의 위치 즉 장법(章法, 經營位置, 화면을 살리기 위한 배치법)이 중요하다.
그 작품에 구성된 문자의 형태미로서 동양문자는 회화문자에서 발달된 상형문자며 표의문자다. 한글은 표음문자로서 한 자 한 구를 형태미로 응물상형(應物象形, 물체의 모양이나 특성을 잘 알아 표현하는 것) 결합체로 표현한다. 유럽인도 상형문자로서 인간 본질을 순화시키는 서예정신을 배울 수 있다.

## 역사

### 고려의 서예
고려시대의 서예는 신라시대와같이 구양순(歐陽詢)의 이른바 구법(歐法)이 주류를 이루어 규각(圭角)이 있으면서 정제준경(整齊遵勁)한 서체이며 이러한 특색있는 서체가 비문, 사경에 사용하면서 한편 판각에서는 변화된 서체를 이루어 대장경(大藏經)에서 볼 수 있는 독특한 고려체(高麗體)를 이룬다. 말기의 사경에는 당사경체(唐寫經體)의 여운을 가진 예도 있고 후에 조선시대의 서체가 되는 원(元)의 조맹부체도 있다.

### 조선의 서체
조선시대의 서체(書體)는 안진경체(顔眞卿體)의 고려와는 달리 왕희지(王羲之)에서 출발하는 원나라 말기의 조맹부의 서체로서 시종하였는데 조맹부의 규각(圭角)이 없는 세련된 서체는 명나라 초기의 문인 학자들 사이에 유행하여 이른바, 한림원체(翰林院體)라 하여 판본(板本)에도 널리 사용되었다. 이것은 조선에도 자극을 주어 세종 때에 간행된 훈민정음, 삼강행실도 등의 서적은 명초의 서체와 사경(寫經)에서 느낄 수 있듯이 힘이 들어 있었는데, 초기의 서예를 대표하는 서예가는 안평대군(安平大君)으로서 그의 서풍은 조법(趙法)을 잘 체득하여 그 연미(軟美)하고 넉넉한 품(品)이 당시에 따를 이가 없어 조정에서도 높이 평가하자 전국에 성행하게 되었다. 이러한 초기의 서체는 시대가 내려감에 따라 새로운 자극과 범본(範本)이 중국으로부터 끊어짐에 따라 그저 외형(外形)만 정비하고 균형미만을 찾는 무기력한 서체로 정형화(定型化)되어 갔다. 중종 때에는 김구(金絿)가 종왕(鍾王)의 서체를 배워 인수체(仁壽體)를 개창(開創)했고 명종 때의 양사언(楊士彦)은 큰 글씨(大字)와 초서(草書)에 뛰어났다. 선조 때의 한호(韓濩)는 진체(晉體)의 대가로서 뛰어났고, 또 이광사(李匡師) 같은 우수한 서예가도 있었으나 한결같이 이들의 서체는 그저 말쑥하고 미끈한 전형적인 조선서체의 범주를 벗어날 수 없었다. 19세기에 가서 김정희(金正喜)의 독창적인 서체가 등장하여 일대 혁신을 일으켰으나 그의 추사체(秋史體)는 더 발전이나 계승을 보지 못하고 그 한 사람대(代)로서 끝났다. 한편 한글 서체로 궁체(宮體)라는 서체가 있어서 의식적(儀式的)인 등서체(謄書體)와 장식적인 서간체(書翰體)로 구별되는데 이 서체도 사각상의 미 이상의 글씨로서의 골(骨)을 갖지 못한 역시 전형적인 조선시대의 서체임을 면치 못했다.

### 청나라의 서예
청나라(淸)에 들어서면서 진첩(晋帖)이나 당비(唐碑)의 연구가 성하게 되고, 건륭(乾隆)·가경(嘉慶) 시대가 되자 교묘한 구조와 풍부한 정신을 가진 고전주의가 성립되었다. 이른바 첩합(帖學)의 개화로 유용(劉鏞)·양동서(梁同書)·왕문치(王文治)·성친왕(成親王) 등은 법첩을 본으로 삼은 첩학파(帖學派)의 사람들이다. 한편 금석학(金石學)의 연구가 진전되자 종래의 첩학과 같이 몇 번이나 번각(飜刻)을 거듭한 법첩보다도 진적(眞跡)에 가까운 비(碑)의 탁본(拓本)을 배워야 된다는 비학(碑學)이 생겼다. 등석여(鄧石如)·이병수(伊秉綏)·진홍수(陳鴻壽)·오양지(吳讓之)·조지겸(趙之謙) 등이 비학파에 속하는 사람으로 그들은 진한(秦漢)의 고비(古碑)를 연구하여 전서·예서(隸書)에 새로운 업적을 세웠다. 아울러 학서(學書)의 방법을 주장한 것이다. 첩학파는 행서(行書)·초서(草書), 비학파는 전서·예서·해서를 주제로 한 표현이 많다.

### 구한말의 서예
조선이 대한제국(大韓帝國)으로 개칭한 후, 시기적으로 보아 청(淸)의 영향력이 컸을 뿐만 아니라 청나라와의 빈번한 교류로 중국에서 유행했던 고증학(考證學)이나 금석학(金石學)에서 유래된 서풍(書風)을 받아들여 이것을 주류로 삼았으며 한편 재래(在來)의 서(書)를 답습하는 경향도 보인다.
청나라에서 유행하던 서풍(書風)을 좇으려는 경향은 옹동화와 오대징(吳大徵) 등의 내한(來韓)을 계기로 표면화되었으며 여기에 전기(前期)의 김정희(金正喜)를 중심으로 한 옹방강(翁方綱), 성친왕(成親王), 철보(鐵保), 하소기(何紹基) 등의 서풍을 들 수 있으며, 한편 동기창(董其昌), 미불, 소식(蘇軾) 등의 송(宋). 명(明)의 서풍과 구양순(歐陽詢), 안진경(顔眞卿)을 배우는 경향도 보인다. 특히 안법(顔法)의 유행은 전대에 볼 수 없던 현상이며 이것은 모두 청의 영향으로 이루어진 한말 서예의 한 경향이다.
재래 서풍을 답습하는 것은 한말 서예의 한 경향, 주로 지방을 중심으로 한 현상이다. 특히 사색당쟁(四色黨爭)의 여파는 서체에까지 영향을 미쳐 노론(老論)을 주축으로 하는 일부에서는 추사체와 청(淸)의 서풍에 관심을 두었고 소론(小論)측에서는 주로 신위(申緯)의 체를 숭상하여 신위가 시서화(詩書畵) 삼절(三絶)로 송(宋)의 소식(蘇軾)과 통한다 하여 소체(蘇體)를 숭상하기까지 하였으며 이러한 현상은 후대에도 여세를 미쳤다.

## 서예의 기초 용어
- ‘서법’(書法)은 문자를 쓰는 데에 필요한 점화(點畵), 문자를 쓰는 방법, 붓을 쥐는 방법, 운필법(運筆法)을 말한다. 방법은 일정불변한 것은 아니고 학문의 발달, 서가(書家)의 성격에 따라 저마다 독특한 서법이 나타나고 있다.

- ‘법첩’(法帖)은 습자(習字)의 자습서로서 또한 감상용으로서 고인의 우품(優品)을 돌이나 나무에 파서 새기고, 이것을 인쇄하여 책으로 만든 것을 말한다. 한 사람의 글씨를 모은 것은 ‘단첩(單帖)’, 많은 사람의 글씨를 모은 것은 ‘집첩(集帖)’이라 한다.

- ‘임서’(臨書)는 자습서를 곁에 놓고 보면서 쓰는 것, 그리고 그렇게 쓴 글씨를 말한다. 임서에는 형림(形臨)과 의림(意臨)이 있다. 형림은 자형(字形)을 충실하게 보고서 쓰는 것이며, 의림은 그 글씨의 뜻(마음)을 파악해서 표현함에 중점을 둔 방법이다. 이 밖에 배림(背臨)이라는 방법이 있는데, 이는 자습서를 잘 관찰하고서 충분히 그 뜻을 배우고 난 다음, 붓을 내릴 때에는 자습서를 보지 않고서 쓰는 것을 말한다.

- ‘자운’(自運)은 임서에 대응되는데, 타인의 글씨를 참고로 하지 않고 자기의 힘으로 공부하고 연구하여 제작하는 것과 그 작품을 말한다. 전체를 잘 마무리하는 것을 ‘장법(章法)’이라 한다.

- ‘낙관’(落款)은 낙성관지(落成款識)를 줄인 말로, 서화의 일단에 서명·압인하고 완성이 뜻을 표시하는 것을 말한다.

- ‘전각’(篆刻)은 서화 등의 낙관에 쓰이는 도장에 전서(篆書)를 새기는 것을 말한다. 문자가 붉게 바탕이 희게 압인되는 것을 주문(朱文)이라 하고, 그 반대를 백문(白文)이라 한다. 주문으로 새기는 것을 양각(陽刻), 백문으로 새기는 것을 음각(陰刻)이라고도 한다. 또한 각자(刻字)를 전각가(篆刻家), 새긴 것을 인장(印章)이라 하고, 역대의 고인(古印), 각 가각인(家刻印)의 인영(印影)을 모은 것을 인보(印譜)·인집(印集)·인존(印存)이라 부르고 있다.

- ‘묵적’(墨蹟)은 중국에서는 단순히 필적(筆蹟)을 말하는데, 한국이나 일본에서는 임제(臨濟)를 주로 한 선종승려의 필적을 특히 묵적이라 부르고 있다. 그 내용은 중국 및 한국의 선승이 쓴 인가장(印可狀)·게송·법어(法語)·자호(字號)·진도어(進道語)·시(詩), 액자(額子)·서장(書狀) 등 전부를 말한다.

- ‘감정’(鑑定)은 미술품 등의 진위(眞僞)·양부(良否)를 감별판정(鑑別判定)하는 것을 말한다.

- ‘탁본’(拓本)은 금속·기와·돌·나무 등에 새겨진 그림이나 문자를 베껴내는 것으로서 그 방법에는 사물에 직접 종이를 대고서 물을 칠한 다음 밀착시켜 솜뭉치 먹칠을 해서 두들기는 습탁(濕拓)과 석화묵(石花墨)으로 종이 위에서 문질러 베끼는 건탁(乾拓)의 두 가지가 있다.

- ‘쌍구진묵’(雙鉤塡墨)은 필적 위에 얇은 종이를 얹어 놓고 문자의 윤곽을 사서(寫書)해서 그 속에 먹칠을 하는 방법이다.

- ‘우필’은 주인을 대신하여 서장(書狀)이나 각종 문서를 대필하는 직명을 말한다.

## 서체

#### 고문
고문(古文)은 전서가 성립된 이전의 서체로서 현존하는 가장 오래된 문자인 귀갑수골문(龜甲獸骨文)을 위시하여 은·주 고동기(古銅器)의 명문(銘文) 등을 총칭하여 부르고 있다. 허진(許塡)의 <설문해자(說文解字)> 서(序)의 설면에서는 공자의 벽중(壁中)에서 나온 문자를 가리키고 있다. 신(新)나라 왕망(王莽) 때에는 대전(大篆)까지도 고문이라 하였다.전서 篆書 고문의 자체와 서풍이 정리된 것으로서 전·소전의 2종이 있다. 대전은 주문이라고도 불리고 주의 사주가 만들었다고도 전해진다. 소전은 대전의 체세(體勢)를 길게, 점획(點劃)을 방정하게 하여 서사(書寫)를 편리하게 한 것으로서 진시황제의 문자통일 때에 승상 이사(李斯)가 창시하였다고 전해진다.

#### 예서
소전을 직선적으로 간략화한 것으로서 하급관리인 도례(徒隷) 사이에서 사용되었기 때문에 예서(隸書)라 부르고 있다. 이것이 모체가 되어 해행초(楷行草)의 삼체(三體)가 전개된다.

#### 초서
초서(草書)는 문자를 흘려서 쓴 서체이다. 서역(西域)에서 출토된 전한(前漢)의 목간(木簡)에 팔부의 파세와 리듬을 가진 속필의 문자(章草라고도 한다)가 있으며, 이로부터 지금의 초서로 진전되었다고 알려진다. 읽는 게 곤란하므로 일반화 되지 않았지만 변화가 풍부하기 때문에 예술작품에 많이 쓰이고 있다.

#### 행서
행서(行書)는 행압서(行押書)라고도 하고 해서와 초서의 중간 서체이다. 한대의 목간에는 오랜 예가 있고 역시 예서의 속필로서 발생한 것이다. 행압서란 교환하는 문서란 의미인데 행서는 빨리 써지고 읽기 쉽다는 잇점이 있다.

#### 해서
해서(楷書)는 예서에서 변이(變移)된 것으로서 필획(筆劃)에 생략이 없는 서체이다. 다른 서체보다 발생단계로서는 가장 뒤늦게 성립되었다. 실용이라기보다는 의식적인 정제(整齊)함을 요구해서 생긴 것이라 하겠다. 정서(正書) 진서(眞書)라고도 하여 현재 일반적으로 쓰고 있어 활자체에도 활용되고 있다.

#### 비백
비백(飛白)은 후한(後漢)의 채옹(蔡邕)이, 좌관(左官)이 솔로 글자를 쓰고 있는 것을 보고 고안했다고 한다. 따라서 본래 예서에서 필획속에 스치듯이 비치는 수법을 많이 내쓰는 기교를 특색으로 한다. 당시는 궁전의 액자에 사용되고 있었다. 예서체는 아니지만 당비(唐碑)나 공해(空海)의 글씨에 비백의 유례(遺例)가 있다.

## 기법

#### 집필법
집필법(執筆法)은 붓을 쥐는 방법을 말한다. 붓의 크기, 쓰는 문자의 대소에 따라 여러 가지 방법이 있다.
- 단구법(單鉤法): 집게손가락 하나를 붓에 걸고서 쓰는 방법이다. 세자(細字)를 쓰는 데 알맞다.
- 쌍구법(雙鉤法): 집게손가락·가운데 손가락의 두 개를 건다. 대자(大字)·중자(中字)에 알맞다. 그 밖에 촬관법(撮管法)·족관법(鏃管法)·염관법(捻管法)·악관법(握管法) 등이 있는데 요컨대 저마다 쓰기 쉬운 집필법을 연구하면 된다.

#### 완법
완법(腕法)은 문자를 쓸 때의 팔을 놓은 방법으로서 기호에 따라 또는 목적에 따라 몇몇 형이 있다.
- 침완법(沈腕法): 왼쪽 손바닥을 책상 위에 펴집고, 바른쪽 손목을 얹고서 쓰는 방법을 말한다. 세자에 알맞다.
- 제완법(提腕法): 오른쪽 팔꿈치를 책상에 가볍게 대고 쓰는 방법으로, 중간 글씨나 작은 글씨를 쓰기에 알맞다.
- 착완법(着腕法): 팔꿈치를 겨드랑에 붙이고 쓰는 방법이다. 중자·세자에 알맞다.
- 현완법(懸腕法): 팔을 들고 팔꿈치를 겨드랑에서 벌려서 쓰는 방법이다. 팔이 자유로워 대자·중자에 알맞다.
- 완법(腕法): 엄지손가락과 다른 네 손가락 끝으로 붓을 쥐고 팔꿈치를 전방으로 내펴고 붓을 수직으로 겨누고서 쓰는 방법이다. 회완집필법이라고도 하여 특수한 것이다.

#### 영자팔법
문자를 쓸 때에 필요한 8종의 용필법(用筆法)으로서 그것이 영(永)자의 8개의 점획에 맞기 때문에 영자팔법(永字八法)이라 부르고 있다. <서원청화(書苑靑華)>에 "팔법은 예자(隸字)로부터 생긴다……"하였으며, 오래전부터 그렇게 말해진 듯한데 당시대에 해서의 전형이 확립된 것에 곁들여 영자팔법을 습득하면 모든 문자에 응용된다고 생각했던 것 같다. 그림과 같이 첫째 점을 측(側), 둘째의 횡획(橫劃)을 늑(勒), 셋째의 종획(縱劃)을 노(努), 그 날개를 적, 다섯째의 바른쪽 위로 긋는 선을 책(策), 왼쪽 밑으로 긋는 선을 약(掠), 일곱째의 바른쪽에서 왼쪽으로의 선을 탁(啄), 바른쪽 밑으로 터는 선을 책이라 한다. 초학자를 상대로 하나 그다지 가치있는 기법은 아니다.

#### 간가결구법
간가결구법(間架結構法)은 점획 사이의 띠는 방법(間架), 짜맞추는 방법(結構)을 생각해서 밸런스 있게 문자를 조형(造型)함을 말한다. 건축적인 아름다움을 갖는 해서를 주체로 한 조형이론이다.

#### 장봉·노봉
장봉(藏鋒)이란 붓의 수(穗) 끝을 필획 속에서 감싸고 밖으로 나타내지 않는 것으로서 직필(直筆)이라고도 한다. 이에 대하여 붓수 끝을 획의 외측에 대어 외면에 봉(鋒)이 드러나는 것을 노봉(露鋒) 또는 측필(側筆)이라 한다.

#### 부앙법
부앙법(俯仰法)은 문자를 쓸 때 선의 방향에 거슬리지 않고 붓을 쥔 손이 위를 보게 하거나 밑을 보게 하거나 하여 심하게 움직여서 쓰는 방법이다. 즉 왼쪽으로 운필(運筆)할 경우에는 손바닥은 밑을 보게 되고 오른쪽으로 움직일 때에는 위를 보게 된다.

#### 역입평출
역입평출(逆入平出)은 청시대의 포세신(包世臣)이 제창한 운필법의 일종으로서 글자를 쓸 경우 붓의 봉(鋒：끝)을 역으로 눌러서 운필해 나가는 방법이다. 기(氣)가 넘치는 글씨를 쓰자면 역입평출의 방법이어야 된다고 한다.

## 문방구
문방구(文房具)는 글을 쓰거나 그림을 그릴 때, 책을 읽을 때 사용하는 물건이다. 줄여서 문구라고도 한다. 좁은 의미로는 '문방사우'라고 해서, 종이, 붓, 먹, 벼루를 가리키기도 하나, 넓은 의미로는 글자의 뜻 그대로 여러 가지 용구를 포함하여 말한다.
- 붓: 붓에는 양, 이리, 족제비, 말, 고양이 들의 털이 쓰인다. 모질에 의하여 유모·강모·겸호가 있으며, 그 형태에 따라 장봉·중봉·단봉·작두필·면상필·유엽필의 이름이 있다. 또한 털을 풀로 굳히지 않는 풀어진 붓도 있다.
- 먹: 송지를 태운 그을음을 아교 용액으로 다져서 굳힌 것이다. 흑색 외에 파랑·주홍빛 다색의 먹도 있다. 중국의 고묵은 명의 정군방제가 유명하다.
- 벼루(硯): 묵색을 발하는 좋은 벼루는 예부터 문인 사이에서 애완 진중되었다. 단계연·흡주연·조하록석이 최상품으로 알려져 있다.
- 종이(紙): 닥나무나 삼아의 수피를 원료로 한다. 현재 일반적으로는 반지·아선지가 사용되며 수옥지·안피지·서봉지·마지 등은 고급 서화용으로서 진중된다.
- 표구(表具): 작품의 형식이기도 하다. 종이·비단·세면등에 쓰인 서화는 보존하기 위하여 안감이 대어지고(얇고 질긴 종이를 밀착), 감상용으로 여러 가지 형식으로 만들어진다. 진표구·명조표구·대표구 따위의 형이 있으며, 서화의 내용·용도에 따라 다음과 같은 형식으로 표장된다. 족자·두루마리·책·액자·병풍·횡피 등이 있다.

## 유명 서예가

### 한국

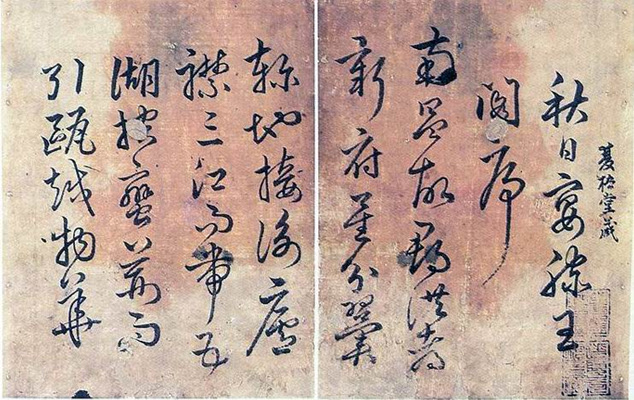
한호의 증류여장서첩

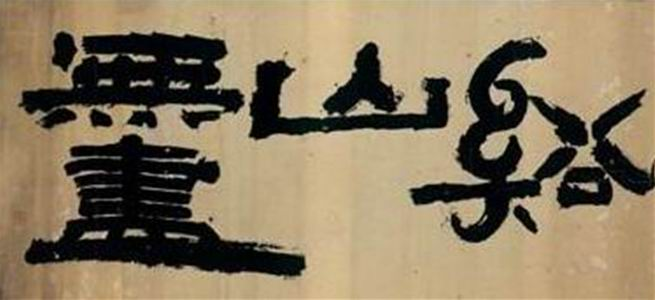
추사 김정희의 계산무진. 추사체로 쓰여 있다.

- 안평대군 이용(安平大君 李瑢, 1418년~1453년): 훈민정음 혜례본의 서체는 그의 작품이다.
- 한호(韓濩, 1543년~1605년): 조선 전기의 대표적인 서예가이다.
- 헌경왕후 홍씨(獻敬王后 洪氏, 1735년~1815년): 조선 후기의 한글 서예가이다. 한중록(閑中錄 또는 恨中錄)을 썼다.
- 김정희(金正喜, 1786년~1856년): 조선 후기의 대표적인 서예가이다. 추사체를 만들었다.
- 안중근(安重根, 1879년~1910년): 독립 운동 중에도 200여개의 유묵을 남겨 그중 20개가 보물 569호로 지정됐다.
- 이완용(李完用, 1856년~1926년): 유명 작품으로 독립문 현판이 있다.
- 소전 손재형(素筌 孫在馨, 1903년~1981년): 한글서법을 전획 필법으로 전개시켜 놓은 점이 높이 평가되고 있다.
- 청남 오제봉(菁南 吳濟峰, 1908년~1991년): 해인사에 승문에 있었는데 그곳에서 글을 익힌 유명 서예인이다.
- 원곡 김기승(原谷 金基昇, 1909년~2000년): 원곡체라는 독특한 서체를 창조하였고, 한국서예사를 저술하고, 원곡서예상을 제정하였다.
- 검여 유희강(劍如 柳熙綱, 1911년~1976년): 육서에 모두 능통하였다.고혈압으로 오른손에 마비가 왔지만 집념으로 왼팔로 서예에 정진해 독특한 경지를 이뤘다.
- 어천 최중길(箊泉 崔重吉, 1914년~1979년): 초서법에 있어서 탁월한 작가로 꼽힌다. 전각목각 또한 능하다.
- 시암 배길기(時菴 裵吉基, 1917년~1999년): 전서, 그중에서도 소전에 매우 능한 작가다.
- 철농 이기우(鐵農 李基雨, 1921년~1993년): 근대 최고의 전각가로 꼽힌다.역대 대통령들의 사인(도장)을 각인했다.

## 같이 보기
- 서체
  - 한글 글꼴
  - 한자 글씨체

- 서예와 관련된 기술
  - 금석학
  - 탁본학

## 참고 자료
- 한국의 서예가[깨진 링크(과거 내용 찾기)]